# Ландрикур (Эна)
Ландрику́р (фр. Landricourt) — коммуна во Франции, находится в регионе Пикардия. Департамент коммуны — Эна. Входит в состав кантона Вик-сюр-Эн. Округ коммуны — Лан.
Код INSEE коммуны — 02406.

## Население
Население коммуны на 2010 год составляло 127 человек.
| 1962 | 1968 | 1975 | 1982 | 1990 | 1999 | 2010 |
| ---- | ---- | ---- | ---- | ---- | ---- | ---- |
| 127  | 137  | 139  | 108  | 92   | 128  | 127  |

## Экономика
В 2010 году среди 82 человек трудоспособного возраста (15—64 лет) 62 были экономически активными, 20 — неактивными (показатель активности — 75,6 %, в 1999 году было 75,9 %). Из 62 активных жителей работали 56 человек (31 мужчина и 25 женщин), безработных было 6 (3 мужчин и 3 женщины). Среди 20 неактивных 10 человек были учениками или студентами, 5 — пенсионерами, 5 были неактивными по другим причинам.